# Post Traumatic
A Linkin Park rapper-énekese, Mike Shinoda debütáló szólóalbuma, mely 2018. június 15-én jelent meg. Ez a második egyéni albuma a Fort Minor album, a The Rising Tied után. A lemezt 2018. március 29-én jelentette be a "Crossing A Line" és "Nothing Makes Sense Anymore" dalok megjelenése mellett.
Az album 1. lett  a 'Top Rock Albums' és a 'Top Alternatíve Albums' listán, míg a Billboard 200-on a 16. helyig jutott. Több országban a Top 10-ben végzett: Németországban 2., Ausztriában 4., Svájcban 7. és Csehországban a 9. helyen. 
Shinoda maga volt az album producere. A Linkin Park gitárosa Brad Delson, Blackbear, K.Flay, a Deftones énekese Chino Moreno, Machine Gun Kelly, Ross Golan, Kevin Hissink (Boonn) és Jordan Benjamin (Grandson) segített néhány dal megírásában, míg a legtöbbet Shinoda írta. 
Az album Shinoda egymaga készített anyagát tartalmazza, de a Linkin Park dobosa Rob Bourdon, és Darren King dobos kiegészítette munkáját. A dalokat barátja és szenésztársa, Chester Bennington 2017. július 20-ai halála után írta. 2018. januárjában jelent meg a 3 dalos Post Traumatic EP, mely az album első három dala.

## Háttér
2018. január 25-én a Post Traumatic EP megjelenésével Shinoda felfedte, hogy a második szóló projektjén dolgozik, ezúttal saját neve alatt. Pontosan a dalokban megszólított témák miatt Shinoda úgy döntött, hogy az albumot saját nevén adja ki korábbi szólóprojektje, a Fort Minor név helyett. 
Március elején felkérte a rajongókat, hogy találkozzanak vele Los Angelesben, hogy szerepeljenek az új klipjében. A klip a "Crossing A Line" című dalhoz készült. Az albumot végül március 29-én jelentették be, amely tartalmazza az EP három számát, és Shinoda szerint: ,,Ez egy utazás ki a gyászból és sötétségből, nem pedig be a gyászba és sötétségbe. Ha valaki valami hasonlón ment keresztül, remélem kevésbé érzed egyedül magad. Ha még nem mentél, remélem hálás vagy."
2018 májusában Shinoda felfedte a dallistát, amelyből kiderült, hogy több előadóval kollaborált mint pl. Machine Gun Kelly, Grandson, Blackbear és Chino Moreno. 
Az albumon minden számnak van videoklipje, kivéve "Hold It Together"-t. Minden klipet Shinoda rendezett. 

## Összeállítás
Az album a Post Traumatic EP 3 dalával kezdődik az album gyászoló szegmenseként. A dalok egy része fájdalommal teli, míg a másik része vidám és más témákról szól. 
,,A legelején nem érdekelt mit készítettem mindaddig, amíg csináltam valamit. Néha csak szórakozásból, majd végül komoly dolgokat készítettem arról, hogy mi történik velem, és az a 3 dal lettek az elsők amiket kitettem. Azóta folytattam és rájöttem, hogy mivel a bánat egy személyes dolog, ennek szólóalbumnak kellett lennie. Alapvetően megpróbálom az igazságnak megfelelően összefoglalni azokat a dolgokat, amelyek a fejemben zajlanak, ahogy megyek előre. Vannak napok amelyek szomorúak és vannak amik egyáltalán nem. Remélhetőleg ahogy haladok előre, a könnyebb napok gyakoribbak lesznek." — Mike Shinoda, a Vulture-rel készített interjúban. 

## Albumborító
Az albumborító Shinoda festményét ábrázolja, rajta aláírásával. Shinodának Frank Maddocks segített, aki korábban közreműködött a Deftones, a Green Day Revolution Radio és a Linkin Park One More Light albumborítóján. 
Az albumot Shinoda művészeti könyvével volt kapható, amely egy kétoldalas, 9 "x 12"-es könyv, amely kibővített és exkluzív színes album rajzot ábrázol, valamint Shinoda "Post Traumatic" festmény sorozatának képeit az egyik oldalán, és az eredeti rajzok színező oldalai átfordítva. A puha borítással rendelkező könyv átlátszó O-kártya tokkal lekötve volt kapható, és tartalmazza a baby jacket-be helyezett CD-t.
2018 decemberében jelent meg a bakelit lemez, rajta 2 kiadatlan számmal. Ennek a borítója eltér az albumétól. 

## Dallista
| #   | Cím                           | Hossz |
| --- | ----------------------------- | ----- |
| 1.  | "Place To Start"              | 2:13  |
| 2.  | "Over Again"                  | 3:50  |
| 3.  | "Watching As I Fall"          | 3:31  |
| 4.  | "Nothing Makes Sense Anymore" | 3:33  |
| 5.  | "About You" (feat K.Flay)     | 3:26  |
| 6.  | "Brooding"                    | 2:31  |
| 7.  | "Promises I Can't Keep"       | 3:22  |
| 8.  | Untitled                      | 4:02  |
| 9.  | Untitled                      | 3:25  |
| 10. | "Ghosts"                      | 2:54  |
| 11. | "Make It Up As I Go"          | 3:29  |
| 12. | "Lift Off"                    | 4:00  |
| 13. | Untitled                      | 2:42  |
| 14. | "Running From My Shadow"      | 3:24  |
| 15. | Untitled                      | 3:15  |
| 16. | "Can't Hear You Now"          | 3:27  |